# Мелетий Мелитински
Мелетий (на гръцки: Μελέτιος, Мелетиос) е гръцки духовник, епископ на Вселенската патриаршия.

## Биография
На 16 февруари 1850 година Мелетий е избран за титулярен мелитински епископ и е назначен за викарен епископ на Константинополската архиепископия и архиерейски наместник на енория „Света Параскева“ в Пикриди (Хаскьой). Умира на 23 март 1877 година.